# Pempheris adusta
Pempheris adusta är en fiskart som beskrevs av Bleeker, 1877. Pempheris adusta ingår i släktet Pempheris och familjen Pempheridae. Inga underarter finns listade i Catalogue of Life.